# آردیس
آردیس (به یونانی: Άρδυς) پسر ژیگس و دومین پادشاه لیدیه از سلسله مرمناد در میانه سال‌های ۶۴۴ تا ۶۳۷ پیش از میلاد بود.

## سلطنت
در سده هفتم پیش از میلاد، کیمری‌ها که مردمی کوچ‌نشین بودند، از طریق استپ پونتیک-کاسپین، آسیای غربی را مورد تاخت و تاز قرار دادند و چندین بار نیز به لیدیه حمله کردند اما توسط ژیگس دفع شدند. در سال ۶۴۴ پیش از میلاد، کیمری‌ها برای سومین بار به لیدیه حمله کردند. اینبار لیدی‌ها شکست خوردند، سارد غارت شد، ژیگس کشته شد و به دنبال آن آردیس جانشین او شد.
آردیس پس از بر تخت نشستن، فعالیت دیپلماتیک خود با امپراتوری آشوری نو را از سر گرفت. سپس آردیس به شهر یونانی میلِتوس در یونان یورش برد و موفق شد شهر پریه‌نه را تصرف کند و پس از آن این شهر تا سقوط پادشاهی لیدیه تحت سلطه لیدی‌ها باقی ماند.
سلطنت آردیس کوتاه مدت بود، احتمالاً به دلیل دوره بحران شدیدی که لیدیه به دلیل تهاجمات کیمری‌ها با آن روبرو بود. در سال ۶۳۷ پیش از میلاد، یعنی در هفتمین سال سلطنت آردیس، قبیله ترِرِس که از تنگه بسفر مهاجرت کرده و به آناتولی هجوم آورده بودند، به فرمان پادشاه خود و در اتحاد با کیمری‌ها و لیکیه‌ای‌ها به لیدیه حمله کردند. آنها بار دیگر لیدی‌ها را شکست دادند و برای بار دوم پایتخت لیدیه را به جز ارگ آن غارت کردند. احتمال می‌رود که آردیس در جریان این حمله کشته شده باشد.